# زمین‌لرزه ۱۹۸۲ السالوادور
زمین‌لرزه السالوادور  در تاریخ ۱۹ ژوئن ۱۹۸۲ میلادی، برابر با ‎۲۹ خرداد ۱۳۶۱، ساعت ۶:۲۱:۵۸ به زمان یوتی‌سی در السالوادور رخ داد. ژرفای این زلزله ۷۲٫۸ کیلومتر بود، و بزرگی آن ۷٫۳ در مقیاس Mw اعلام شده‌است. زمین‌لرزه به وقت محلی در روز شنبه، ساعت ۰ روی داده و منطقه زمانی آن یوتی‌سی -۶ بوده‌است .
سازمان زمین‌شناسی آمریکا نیز رومرکز این زمین‌لرزه را در مختصات ۱۳°۱۸′۴۷″شمالی ۸۹°۲۰′۲۰″غربی / ۱۳٫۳۱۳°شمالی ۸۹٫۳۳۹°غربی و ژرفای آن را در ۸۱ کیلومتر گزارش کرده‌است. بزرگی برگزیدهٔ این سازمان از میان بزرگی‌های محاسبه‌شدهٔ مختلف ۷ در مقیاس mb بوده و از دید اثر، در میان چهار دسته‌بندی «نامحسوس»، «محسوس»، «زیان‌آور» یا «با تلفات»، زلزله را «با تلفات» اعلام کرده‌است.رانش زمین در آن به وجود آمده‌است.
پروژهٔ «تنسور گشتاور مرکزوار» زاویه‌های (راستا، شیب، ریک) گسل سازندهٔ زمین‌لرزه و صفحه عمود بر آن را (°۱۰۲، °۲۵، °۱۰۶-) یا (°۲۹۹، °۶۶، °۸۳-) و نوع گسل را «عادی» فرارسانده‌است.
شمار کشتگان زلزله حدود ۴۳ نفر بوده‌است.بی‌خانمان شدگان نیز ۲۵۰۰ نفر اعلام شده‌است.